# Karl Bodin
Karl Bodin, född 12 maj 1854 i Långseruds församling, Värmlands län, död 13 mars 1939 i Svanskogs församling, Värmlands län, var en svensk folkmusiker.

## Biografi
Karl Bodin föddes 1854 i Långseruds socken. Han lärde sig några melodier av spelmannen och mjölnaren Fredrik Fisk i Högens kvarn. Bodin blev spelkamrat med spelmannen Johan Skar i Svaneholm och de spelade tillsammans på baler och bröllop. Han kom att arbeta som lantbrukare i Hallanda. Bodin avled 1939 i Svanskogs socken.

## Upptecknade låtar
1920 upptecknade Dan Danielsson följande låtar efter Karl Bodin:
- Polska i Bb-dur.[3]
- Vals "17:e maj" eller "Saknaden" i G-dur.[3]